# Claus van Amsberg
Klaus-Georg Wilhelm Otto Friedrich Gerd von Amsberg, později princ Claus Nizozemský, jonkheer van Amsberg (6. září 1926 – 6. října 2002) byl manžel královny Beatrix a od Beatrixina nástupu na trůn v roce 1980 až do své smrti 2002 nizozemský princ manžel.

## Život
Klaus-Georg Wilhelm Otto Friedrich Gerd von Amsberg se narodil 6. září 1926 na rodinném panství na zámku Dötzingen v Hitzackeru v Německu. Jeho rodiči byli Claus Felix von Amsberg a baronka Gösta von dem Bussche-Haddenhausen. Jeho otec, člen rodu Amsbergů, který patřil k netitulované německé šlechtě, provozoval od roku 1928 až do druhé světové války velkou farmu v Tanganice (dříve Německá východní Afrika). Od roku 1938 vyrůstal Claus a jeho šest sester na panství prarodičů z matčiny strany v Dolním Sasku; od roku 1933 do roku 1936 navštěvoval gymnázium Friderico-Francisceum v Bad Doberan a od roku 1936 do roku 1938 internátní školu v Tanganice.
Claus byl členem takových nacistických mládežnických organizací jako jsou Deutsches Jungvolk a Hitlerjugend (členství v obou bylo povinné pro všechny zdatné členy jeho generace). Od roku 1938 do roku 1942 navštěvoval Baltenschule Międzyzdroje.
V roce 1944 byl Claus odveden do německého Wehrmachtu a v březnu 1945 se stal vojákem německé 90. divize Panzergrenadier v Itálii. Než se zúčastnil jakýchkoli bojů, dostal se do válečného zajetí amerických sil v Meranu. Po repatriaci dokončil školu v Lüneburgu a vystudoval práva v Hamburku. Poté vstoupil do německého diplomatického sboru a působil v Santo Domingu a Pobřeží slonoviny. V 60. letech byl převezen do Bonnu.

Claus se poprvé setkal s princeznou Beatrix na Silvestra 1962 v Bad Driburgu na večeři, kterou pořádal hrabě von Oeynhausen-Sierstorpff, který byl jejich vzdáleným příbuzným. Claus a Beatrix byli také vzdáleně příbuzní, protože oba byli potomky rodiny von dem Bussche. Znovu se setkali na svatebním večírku princezny Tatjany Saynsko-Wittgensteinsko-Berleburské a Mořice Hesenského v létě 1964. Kvůli vzpomínkám na německý útlak, který byl i 20 let po válce stále velmi silný, nebyla část nizozemského obyvatelstva šťastná, že Beatrixin snoubenec je Němec a bývalý člen Hitlerjugend. Nicméně královna Juliána dala zasnoubení své požehnání poté, co vážně uvažovala o jeho zrušení. Zasnoubení bylo schváleno parlamentem – nezbytný krok k tomu, aby Beatrix zůstala v následnictví trůnu – v roce 1965. Později téhož roku mu bylo uděleno nizozemské občanství a změnil si hláskování svých jmen.

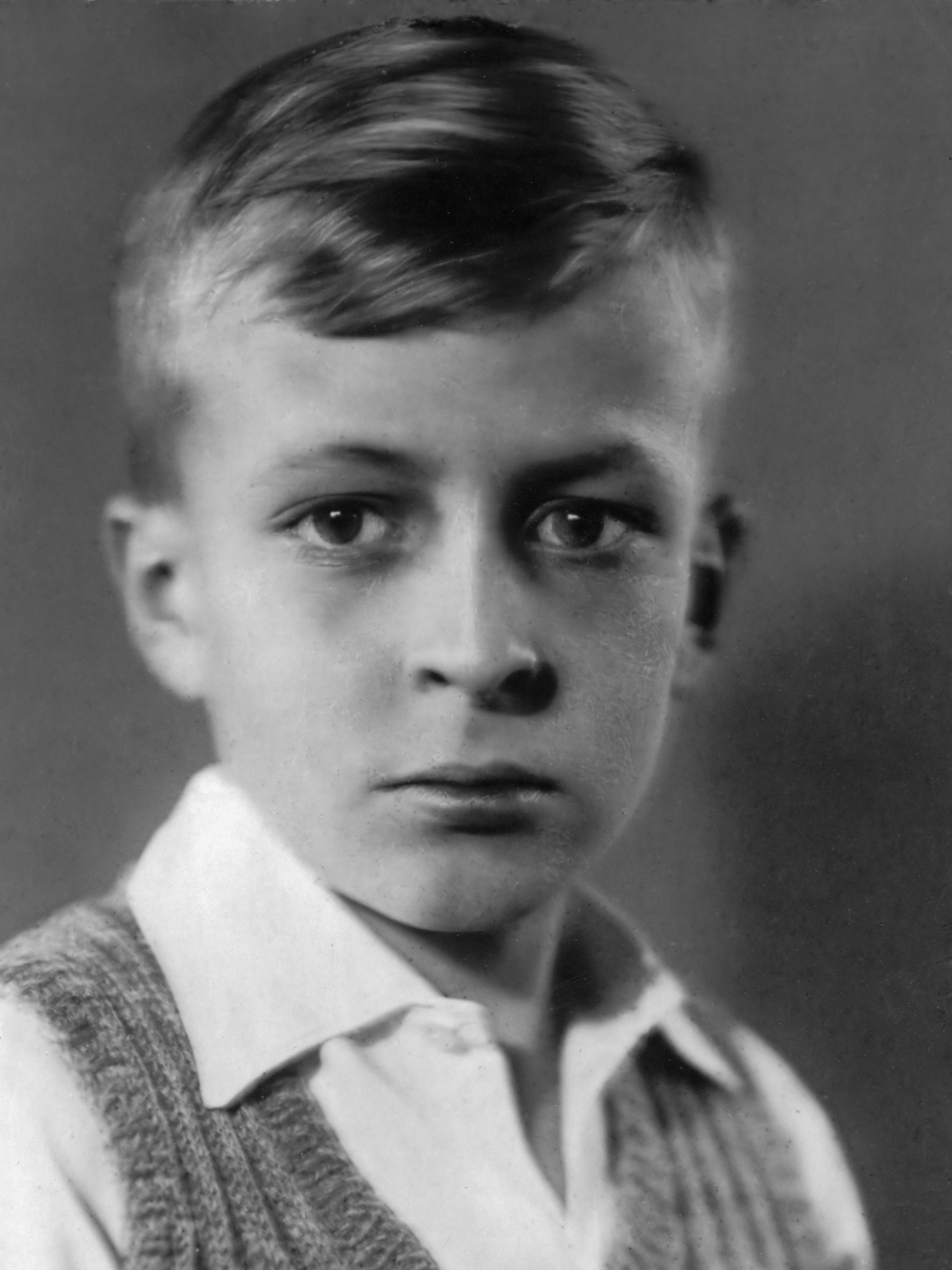
Claus von Amsberg ve svých devíti letech (červen 1926)

Claus van Amsberg trpěl řadou zdravotních problémů, včetně deprese, rakoviny a Parkinsonovy choroby. Zemřel po dlouhé nemoci na komplikace spojené se zápalem plic a Parkinsonovou chorobou v Academisch Medisch Centrum v Amsterdamu dne 6. října 2002 ve věku 76 let. Pohřben byl 15. října v královské rodinné hrobce v Delftu.

## Jména a tituly
- 6. září 1926 – 16. února 1966: Klaus von Amsberg
- 16. února 1966 – 10. března 1966: Jonkheer Claus van Amsberg
- 10. března 1966 – 30. dubna 1980: Jeho královská Výsost princ Claus Nizozemský, Jonkheer van Amsberg
- 30. dubna 1980 – 6. října 2002: Jeho královská Výsost princ manžel nizozemský[5][6]

## Vyznamenání

### Nizozemská vyznamenání
- velkokříž Řádu nizozemského lva
- Inaugurační medaile královny Beatrix – 30. dubna 1980[7]
- Pamětní medaile na svatbu prince Viléma-Alexandra, prince oranžského a Maximy Zorruigety – 2. února 2002

### Zahraniční vyznamenání
- rytíř Řádu slona – Dánsko, 29. října 1975
- velkostuha Řádu královny ze Sáby – Etiopské císařství
- velkokříž s řetězem Řádu bílé růže – Finsko, 1990[8]
- velkokříž Řádu čestné legie – Francie
- velkokříž Řádu islandského sokola – Island, 1994
- rytíř velkokříže s řetězem Řádu zásluh o Italskou republiku – Itálie, 27. března 1985[9]
- velkostuha Řádu chryzantémy – Japonsko
- velkokříž Řádu dobré naděje – Jihoafrická republika, 1999
- velkokříž speciální třídy Záslužného řádu Spolkové republiky Německo – Německo, 1. března 1983
- velkokříž Řádu svatého Olafa – Norsko, 1986
- velkokříž Národního řádu Pobřeží slonoviny – Pobřeží slonoviny
- velkokříž Řádu Kristova – Portugalsko, 14. května 1991[10]
- velkohvězda Čestného odznaku Za zásluhy o Rakouskou republiku – Rakousko, 1994[11]
- čestný rytíř velkokříže Královského Viktoriina řádu – Spojené království, 18. listopadu 1982
- rytíř velkokříže Řádu Karla III. – Španělsko, 7. října 1985[12]
- komtur velkokříže Řádu polární hvězdy – Švédsko